# Jaap-Derk Buma
Jaap-Derk Buma (ur. 27 sierpnia 1972 w Hadze) – holenderski hokeista na trawie. Złoty medalista olimpijski z Sydney.
Zawody w 2000 były jego jedynymi igrzyskami olimpijskimi, Holendrzy triumfowali. W turnieju rozegrał siedem spotkań. W reprezentacji Holandii grał w latach 1994–2002, występując łącznie w 143 spotkaniach i strzelając 19 bramek. Był mistrzem świata w 1998. Grał w szeregu turniejów Champions Trophy, zwyciężając w 2000.
Jego ojciec Edo również był hokeistą na trawie, reprezentantem kraju.